# 바이아마레

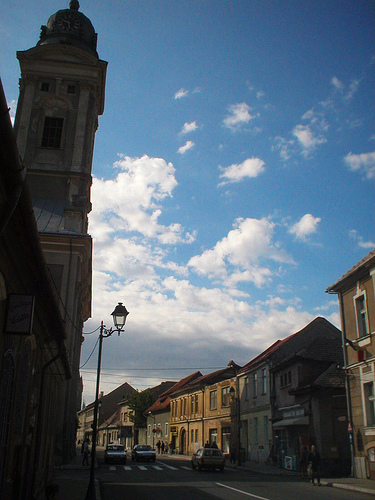
바이아마레 시가지

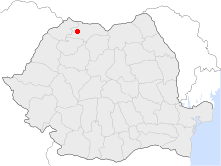
바이아마레의 위치

바이아마레(루마니아어: Baia Mare, 헝가리어: Nagybánya 너지바녀[*], 독일어: Frauenbach 또는 Neustadt 프라우엔바흐 또는 노이슈타트[*], 우크라이나어: Бая-Маре 바야마레[*], 라틴어: Rivulus Dominarum, 이디시어: באניע, Banya)는 루마니아 북서부에 위치한 도시로, 마라무레슈 주의 주도이며 면적은 233.3km2, 높이는 228m, 인구는 137,976명(2002년 기준), 인구 밀도는 641명/km2(2002년 기준)이다.
지리적으로는 트란실바니아 지방에 속하며 부쿠레슈티(루마니아의 수도)에서 약 600km, 헝가리 국경에서 약 70km, 우크라이나 국경에서 약 50km 정도 떨어진 곳에 위치한다.

## 인구
| 연도              | 인구    | ±%     |
| ----------------- | ------- | ------ |
| 1912              | 12,877  | —      |
| 1930              | 13,904  | +8.0%  |
| 1948              | 20,959  | +50.7% |
| 1956              | 35,920  | +71.4% |
| 1966              | 62,658  | +74.4% |
| 1977              | 100,985 | +61.2% |
| 1992              | 149,205 | +47.7% |
| 2002              | 137,976 | −7.5%  |
| 2011              | 123,738 | −10.3% |
| 출처: Census data |         |        |

## 자매 도시
- 이탈리아 세리노
- 헝가리 니레지하저
- 헝가리 호드메죄바샤르헤이
- 폴란드 비엘스코비아와
- 미국 할리우드
- 오스트리아 벨스
- 우크라이나 이바노프란키우스크
- 헝가리 솔노크
- 잠비아 키트웨
- 프랑스 콩브라빌